# Jiang Guoliang
Jiang Guoliang (chinesisch 蒋国良, * 1965) ist ein ehemaliger chinesischer Badmintonspieler.

## Karriere
Jiang Guoliangs großes Jahr war 1983. Sowohl vorher als auch hinterher gelangen ihm keine bedeutenden Erfolge – aber 1983 war er topfit. Bei der Weltmeisterschaft des Jahres gewann er Bronze im Mixed mit Lin Ying. Nach ganz oben auf das Treppchen schaffte er es bei der Asienmeisterschaft im Herrendoppel mit He Shangquan. 1986 wurde er Dritter bei den Asienspielen. Mit dem chinesischen Männerteam wurde er 1984 Vizeweltmeister.

## Sportliche Erfolge
| Saison | Veranstaltung      | Disziplin    | Platz | Name                          |
| ------ | ------------------ | ------------ | ----- | ----------------------------- |
| 1983   | Weltmeisterschaft  | Mixed        | 3     | Jiang Guoliang / Lin Ying     |
| 1983   | Asienmeisterschaft | Herrendoppel | 1     | Jiang Guoliang / He Shangquan |
| 1984   | Thomas Cup         | Team         | 2     | China                         |
| 1986   | Asienspiele        | Mixed        | 3     | Jiang Guoliang / Lin Ying     |